# Nieves Delgado
Nieves Delgado (Ferrol; 5 de agosto de 1968) es una escritora española de ciencia ficción ganadora de dos premios Ignotus: el primero, por su relato corto Casas Rojas; el segundo, por su novela 36. Ha escrito dos novelas cortas, multitud de relatos y varios artículos. Es editora del Visiones 2018 (AEFCFT, 2018). Además, compagina su faceta de escritora con la de profesora de física en educación secundaria.   

## Biografía
Nació en Ferrol el 5 de agosto de 1968. Estudió Física en la Universidad de Santiago de Compostela para especializarse más tarde en Astrofísica en la Universidad de La Laguna, Tenerife.
Sus conocimientos de ciencia unidos a su pasión por los géneros de ciencia ficción y terror han hecho que su obra gire en torno a la tecnología y la inteligencia artificial, casi siempre con un claro componente de reflexión filosófica. Empezó a publicar en el año 2012 (La condena) y en breve recibió su primera nominación a los Premios Ignotus por su relato Dariya (2014). Al año siguiente, volvió a estar nominada por su relato Casas Rojas y esta vez sí que obtuvo la victoria en la categoría de mejor cuento. 
En 2016 presenta su colección de relatos Dieciocho engranajes. Relatos de futuro (Adaliz Ediciones, 2016) y en 2017 su primera novela corta 36 (Editorial Cerbero, marzo de 2017).
En 2018 ha recibido dos nominaciones a los Premios Ignotus: Premio Ignotus a la mejor novela corta por 36 (Editorial Cerbero, 2017) y Premio Ignotus al mejor artículo por La segunda división de la literatura, en Editorial Cerbero (julio de 2017). Su última novela hasta el momento es UNO (Editorial Cerbero, enero 2018).

## Obra

### Novelas cortas
- 36 (Editorial Cerbero, marzo de 2017).
- UNO (Editorial Cerbero, enero 2018).

### Colecciones de relatos
- Dieciocho engranajes. Relatos de futuro (Adaliz Ediciones, 2016).

### Antologías
- Ellos son el futuro (Ficción Científica, 2013). Relato: Hacia dentro.
- Alucinadas (Palabaristas, 2014). Relato: Casas rojas.
- Mundos (Ficción Científica, 2014). Relatos: No habrá lápidas y Segadores. Prólogo.
- Vampiralia (2014). Relato: Sepultura.
- En los albores del miedo (Dolmen, 2015). Relato: La caja.
- Quasar (Nowevolution, 2015). Relato: La Reserva.
- Fabricantes de sueños 2014-2015 (AEFCFT, 2016). Relato: Casas rojas.
- Herederos de Cthulhu (Kokapeli Ediciones, 2016). Relato: El color que salió del agua.
- Más allá del tiempo y del espacio (Ficción Científica, 2016). Relato: La cuarta ley.
- Retrofuturo. Una mirada a los años 70 (Cazador de ratas, 2016). Relato: Ego te absolvo.
- Quasar 2 (Nowevolution, 2017). Relato: Tiempo detenido.
- Manual de supervivencia (Palabaristas, 2018). Relato: Haz lo que quieras.
- Poshumanas (Libros de la ballena, 2018). Relato: Casas Rojas.

### Relatos
- La condena (SdCF - Antología de relatos, 2012).
- Dariya (TerBi 7, 2013).
- Hacia dentro (Ellos son el futuro, Ficción Científica, 2013).
- La pregunta correcta  (SdCF - Antología de relatos, 2013).
- Segadores, (Portal Ciencia y Ficción 2, 2013).
- Casas Rojas (2014). (Alucinadas, Palabaristas, 2014).
- Cosas de niños (miNatura 133, 2014)
- No habrá lápidas (Mundos, Ficción Científica, 2014).
- Sepultura (Vampiralia, 2014)
- El color que salió del agua (TerBi 2014).
- La caja (En los albores del miedo, Dolmen, 2015).
- La reserva (Quasar, Nowevolution, 2015)
- Génesis (Revista Supersonic, 2015)
- La Cuarta Ley (Más allá del tiempo y del espacio, Ficción Científica, 2016).
- Ego te absolvo (Retrofuturo. Una mirada a los años 70, Cazador de ratas, 2016).
- Almas viejas (Dieciocho engranajes. Relatos de futuro, Adaliz Ediciones, 2016).
- Aurora (Dieciocho engranajes. Relatos de futuro, Adaliz Ediciones, 2016).
- Fundido en blanco (Dieciocho engranajes. Relatos de futuro, Adaliz Ediciones, 2016).
- Diagnóstico (Dieciocho engranajes. Relatos de futuro, Adaliz Ediciones, 2016).
- Solo uno (Dieciocho engranajes. Relatos de futuro, Adaliz Ediciones, 2016).
- El despertar (Dieciocho engranajes. Relatos de futuro, Adaliz Ediciones, 2016).
- No lo permitas (Dieciocho engranajes. Relatos de futuro, Adaliz Ediciones, 2016).
- Perlas negras (Dieciocho engranajes. Relatos de futuro, Adaliz Ediciones, 2016).
- Punto ciego (Revista Supersonic, 2016).
- Tiempo detenido (Quasar 2 Nowevolution, 2017).

### Artículos
- La segunda división de la literatura, en Editorial Cerbero (julio de 2017).[9]
- Transhumanismo, en Revista Digital Portalcienciayficción N.º 1.[10]

## Premios
- 2014: Finalista Premio Ignotus al mejor cuento por Dariya (TerBi 7, 2013).[11]
- 2015: Ganadora Premio Ignotus al mejor cuento por Casas Rojas (Antología Alucinadas).[12]
- 2018: Ganadora Premio Ignotus a la mejor novela corta por 36. Finalista Premios Guillermo de Baskerville por 36 (Editorial Cerbero, marzo de 2017).[13]
- 2019:  Ganadora Premio Ignotus a la mejor novela corta por Uno (Editorial Cerbero)